# 八鹿駅
八鹿駅（ようかえき）は、兵庫県養父市八鹿町八鹿字大森にある、西日本旅客鉄道（JR西日本）山陰本線の駅である。

## 概要
養父市の代表駅で、特急を含む全客扱い列車が停車する。
出石方面や湯村温泉方面への路線バスが駅前に乗入れていて、大阪・京都方面からの乗換駅となっている。特に湯村温泉へは最寄り駅の浜坂駅が北方向へ大回りとなるため、八鹿駅から路線バスを利用するのが一般的である。

## 歴史
- 1908年（明治41年）7月1日：官設鉄道和田山駅 - 当駅間延伸時に終着駅として開設[1]。客貨取扱開始[3]。
- 1909年（明治42年）
  - 7月10日：官設鉄道当駅 - 豊岡駅間延伸、途中駅となる。
  - 10月12日：線路名称制定、播但線所属となる。
- 1912年（明治45年）3月1日：線路名称改定。播但線福知山駅 - 和田山駅 - 香住駅間が山陰本線に編入され、当駅もその所属となる。
- 1927年（昭和2年）3月7日：北丹後地震が発生。駅の金庫が投げ出される程の揺れにより倒壊寸前となる[4]。
- 1934年（昭和9年）：駅舎改築[1]。
- 1955年（昭和30年）：福知山駅にあった跨線橋が当駅に移設[1]。
- 1982年（昭和57年）10月3日：貨物取扱廃止[3]。
- 1985年（昭和60年）3月14日：荷物扱い廃止[3]。
- 1987年（昭和62年）4月1日：国鉄分割民営化に伴い、JR西日本の駅となる[3]。
- 2021年（令和3年）
  - 3月13日：ICカード「ICOCA」の利用が可能となる[5][6]。
  - 7月1日：再度直営駅化。
- 2022年（令和4年）10月1日：組織改正に伴い、近畿統括本部福知山管理部管轄となる。
- 2023年（令和5年）
  - 2月15日：みどりの窓口営業終了[2][7]。
  - 2月16日：みどりの券売機プラスを導入[2][7]。終日無人駅。

## 駅構造

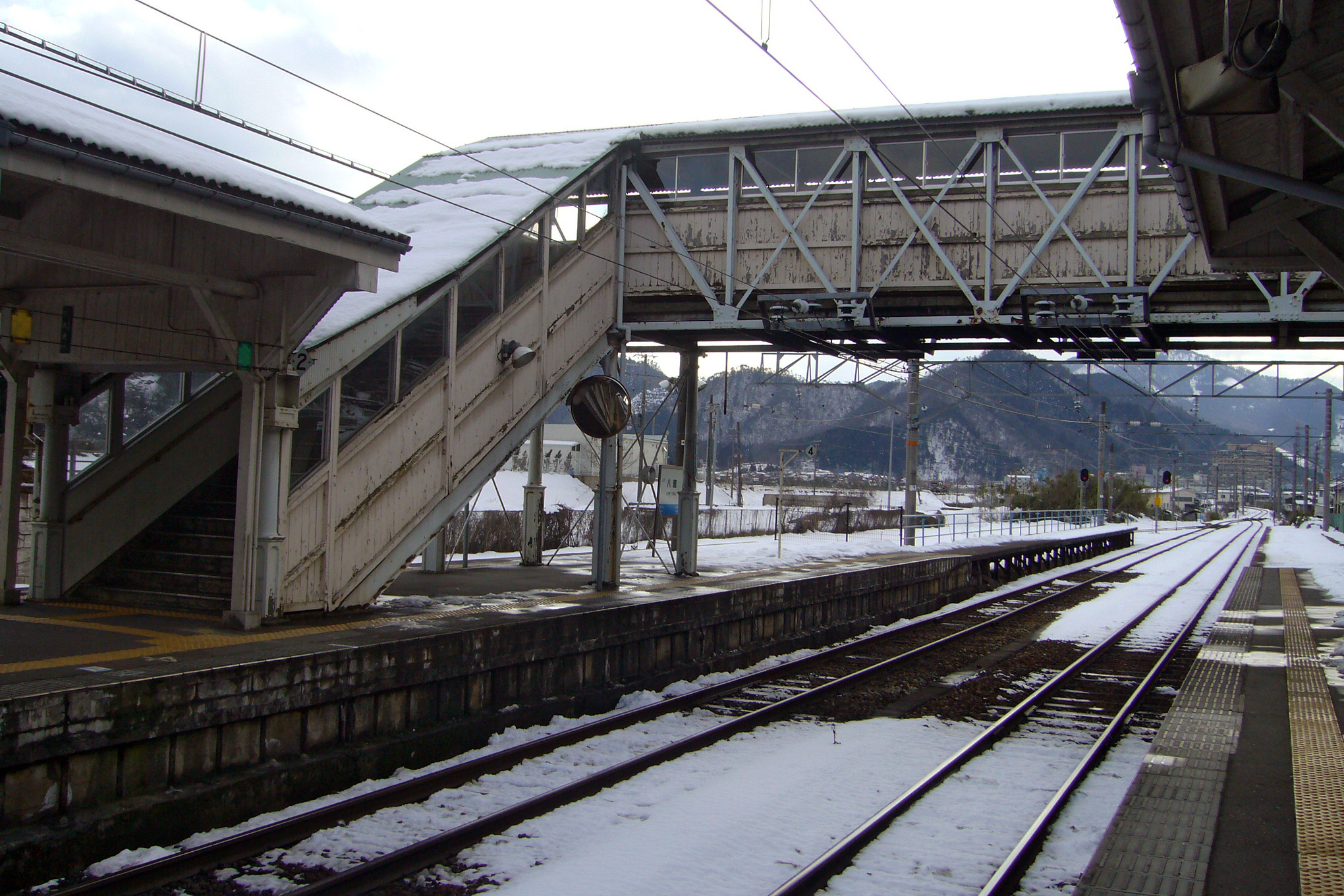
明治時代竣工の跨線橋

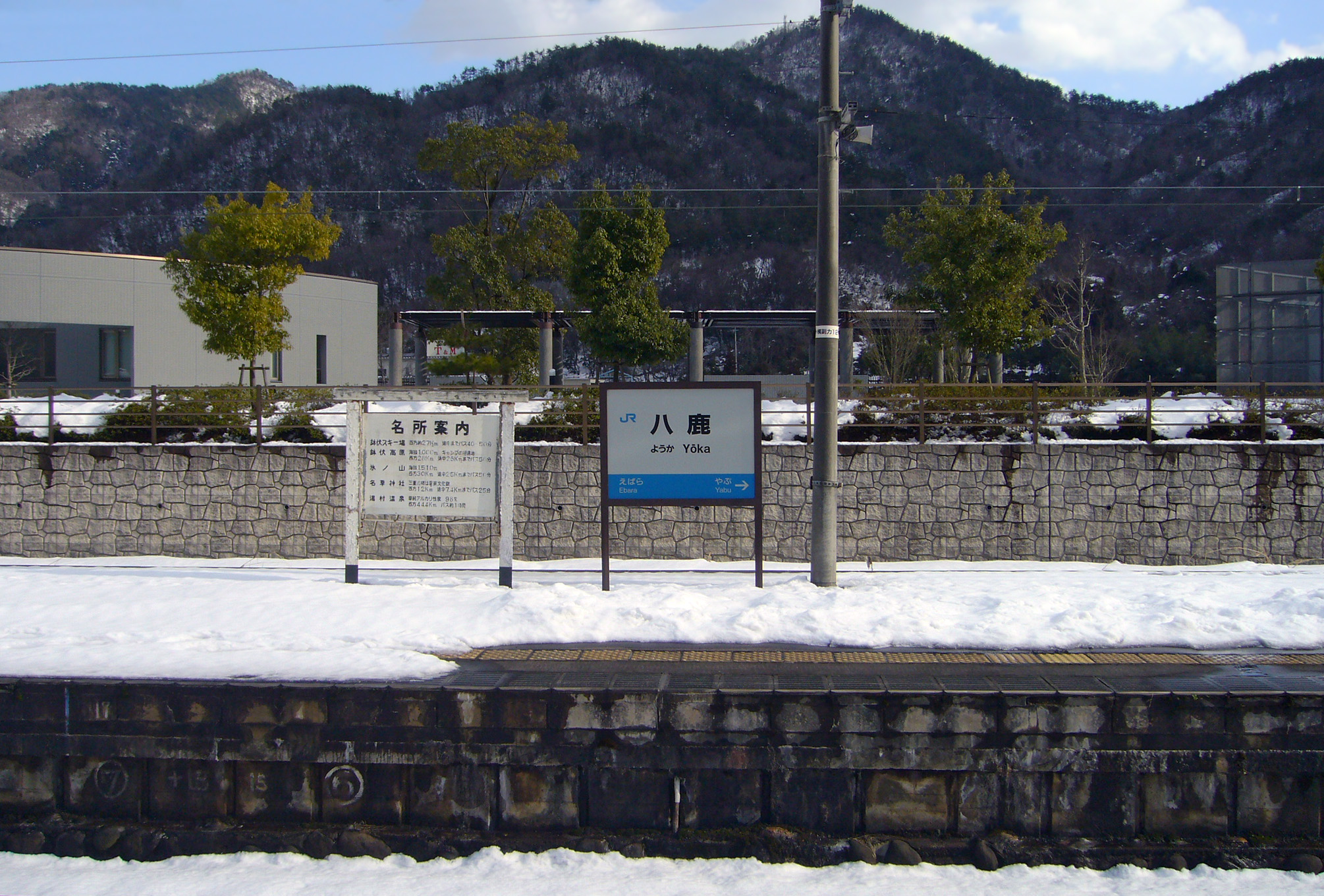
ホーム（2006年2月）

単式ホーム1面1線と島式ホーム1面2線、計2面3線を有する待避・列車交換可能な地上駅で、駅舎は単式3番ホーム側にあり島式1・2番ホームには跨線橋で連絡している。豊岡駅管理の無人駅・みどりの券売機プラスが設置されている。2021年3月13日よりICOCA等の全国相互利用サービスに対応した交通系ICカードが利用可能となっている。 

### のりば
| のりば | 路線     | 方向 | 行先                         |
| ------ | -------- | ---- | ---------------------------- |
| 1・2   | 山陰本線 | 上り | 和田山・京都・大阪方面       |
| 3      | 山陰本線 | 下り | 豊岡・鳥取・米子・出雲市方面 |

- 1番のりばが上下副本線、2番のりばが上り本線、3番のりばが下り本線となっている。基本的には、2・3番のりばに各方面行列車が停車する。
- 2010年（平成22年）3月12日までは当駅で福知山方面の上り普通列車が特急「きのさき」の待ち合わせを行う運用が1日1回設定されていたが、翌日改正で和田山駅で行うように変更された。なお、1番のりばは福知山方面で一部列車が使用する。
- 2002年1月時点では福知山発の始発列車は当駅で夜行列車通過待ちを行っていた。[8]

## 利用状況
JR西日本の移動等円滑化取組報告書によると、2023年（令和5年）度の1日平均乗降人員は800人であった。
「兵庫県統計書」によれば、近年の1日平均乗車人員の推移は以下の通り。
| 年度   | 1日平均 乗車人員 |
| ------ | ---------------- |
| 2000年 | 806              |
| 2001年 | 789              |
| 2002年 | 758              |
| 2003年 | 778              |
| 2004年 | 768              |
| 2005年 | 749              |
| 2006年 | 743              |
| 2007年 | 702              |
| 2008年 | 665              |
| 2009年 | 623              |
| 2010年 | 613              |
| 2011年 | 607              |
| 2012年 | 621              |
| 2013年 | 637              |
| 2014年 | 564              |
| 2015年 | 573              |
| 2016年 | 556              |
| 2020年 | 394              |

## 駅周辺
- 全但バス本社及び八鹿営業所
- 養父市役所（バスで5分）
- 兵庫県立八鹿高等学校（バスで5分）
- 八鹿郵便局
- 神戸新聞社養父支局
- 国道9号・国道312号 - 駅南方で分岐
- 公立八鹿病院
- 但馬銀行八鹿支店 - 養父市指定金融機関

## バス路線

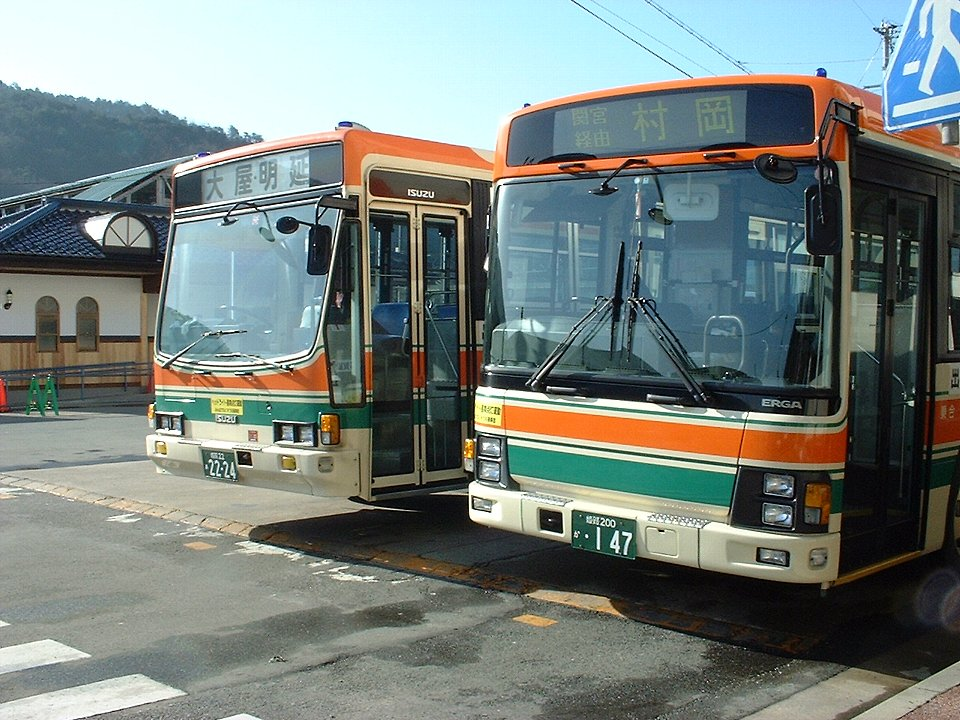
駅前に停車中の全但バス（2004年3月）

駅前は但馬地域におけるバス交通の拠点となっていて、全但バスが運行する但馬各地域へのバスが発着している。
- 特急バス 大阪・神戸：城崎温泉
- 但馬農高・とが山温泉
- 豊岡駅・豊岡病院・日和山
- 出石
- 井の坪・アルバ
- 大屋・明延・あけのべ自然学校・若杉
- 石原
- 和田山営業所・中央公園・山口・生野駅裏・建屋
- 鉢伏山・村岡殿町・和田・貫田・秋岡・湯村温泉

## 隣の駅
※特急「こうのとり」・「きのさき」・「はまかぜ」の隣の停車駅は各列車記事を参照のこと。
西日本旅客鉄道（JR西日本）
 山陰本線
養父駅 - 八鹿駅 - （宿南信号場） - 江原駅